# Петренко, Иван Николаевич
Иван Николаевич Петренко (укр. Іван Миколайович Петренко; 5 августа 1972, Умань — 16 октября 2018, Уланов) — украинский военный лётчик, полковник, участник российско-украинской войны. Погиб в авиакатастрофе во время международных учений.

## Биография
Иван Петренко родился в Умани в семье военного лётчика. Учился в школе военного городка Куриловка в Харьковской области. В 1993 году окончил Харьковское высшее военное авиационное училище лётчиков.
16 октября 2018 года погиб в результате крушения самолёта Су-27 во время совместных украинско-американских учений «Чистое небо-2018». На борту также находился подполковник Сет Неринг из Национальной гвардии США. По некоторым данным, пилоты не успели катапультироваться, так как пытались отвести падающий самолёт от населённого пункта.

## Награды
- Орден Данилы Галицкого I степени (6 декабря 2012) — за значительный личный вклад в укрепление обороноспособности Украинского государства, образцовое исполнение воинского долга, высокий профессионализм и Дню Вооруженных Сил Украины[1].